# 3rd Space Vest
3rd Space Vest (пространственный жилет) — аксессуар для видео-игр, разработанный TNgames и выпущенный в ноябре 2007 года. Представляет собой жилет, точечно воздействующий на тело, как при наносимых повреждениях. Был представлен на Game Developers Conference в Сан-Франциско в марте 2007. Жилет упоминался в нескольких статьях о следующем поколении игровых аксессуаров.
Жилет использует восемь «контактных точек» которые имитируют стрельбу, сжатие тела или перегрузки при гоночном вождении. Он уникален тем, что в отличие от традиционных аксессуаров обратной связи по усилию, действие жилета охватывает всю игровую обстановку и действие, происходящее за пределами поля зрения игрока, также ощущается. Если игрока подстрелили сзади, то он почувствуют выстрел в спину, чего не передать, используя обычный дисплей.
У игроков есть три способа использования жилет. Играть в игры с прямой интеграцией, такие как 3rd Space Incursion от TN Games, просто использовать драйверы 3rd space во время игры, или устанавливать специальные модификации для игр. Жилет работает с: Call of Duty 2: 3rd Space Edition, 3rd Space Incursion, Half-Life 2: Episodes 1 & 2, Crysis, Enemy Territory: Quake Wars, Clive Barker's Jericho, Unreal Tournament 3, F.E.A.R., Medal of Honor: Airborne, Quake 4 и Doom 3.